# Iso Sluijters
Iso Sluijters (ur. 24 lipca 1990 w Eindhoven) – holenderski piłkarz ręczny, prawy rozgrywający, od 2016 zawodnik Górnika Zabrze.
W sezonie 2010/2011 grał w hiszpańskim BM Alcobendas (liga ASOBAL) i niemieckim HC Erlangen (2. Bundesliga). W sezonie 2011/2012 ponownie występował w hiszpańskiej ekstraklasie, tym razem w barwach SDC San Antonio. W 2012 przeszedł do holenderskiego Limburg Lions, z którego w styczniu 2013 trafił do Elverum Håndball. Z klubem tym zdobył dwa mistrzostwa Norwegii, a ponadto w sezonie 2012/2013 wystąpił w sześciu meczach fazy grupowej Pucharu EHF, w których rzucił 25 goli. W latach 2014–2016 był zawodnikiem niemieckiego drugoligowego TV Emsdetten – w sezonie 2014/2015 zagrał w 38 meczach i zdobył 121 bramek, zaś w sezonie 2015/2016, w którym doznał kontuzji kolana, wystąpił w 14 spotkaniach, rzucając 32 gole. W 2016 przeszedł do Górnika Zabrze. W sezonie 2016/2017 rozegrał w Superlidze 32 mecze i zdobył 123 gole. W sezonie 2017/2018, w którym wystąpił w 31 spotkaniach i rzucił 125 bramek, otrzymał nominację do nagrody dla najlepszego bocznego rozgrywającego ligi.

## Sukcesy
Elverum Håndball
- Mistrzostwo Norwegii: 2012/2013, 2013/2014